# Kitgum (district)
Kitgum is een district in het noorden van Oeganda. Het district heeft een oppervlakte van 4042 vierkante kilometer. De hoofdstad is de gelijknamige stad Kitgum. De stad ligt op 452 km van de hoofdstad Kampala. Volgens de volkstelling van 2014 woonden er 204.000 mensen in het district.
De belangrijkste economische activiteit is landbouw voor eigen gebruik. Meer dan 75% van de bevolking woont op het platteland. Het gebied rond de stad Kitgum is het enige stedelijk gebied van het district.
Samen met Gulu, Lamwo en Pader vormt Kitgum het Acholiland. Het Acholiland is het gebied van de etnische groep de Acholi. 
Op 4 december 2001 werd het voormalige district met dezelfde naam opgedeeld in Kitgum en Pader. In 2010 werd het district Lamwo afgescheiden van Kitgum. Het district telt 2 counties, 8 sub-counties, 45 gemeenten (parishes) en er zijn 499 dorpen.
Sinds 1986 is het Verzetsleger van de Heer actief in de streek. Binnen het district zijn meerdere vluchtelingenkampen.